# منوچهر بزرگمهر
منوچهر بزرگمهر (آذر ۱۲۸۹ در تهران–۲۷ آبان ۱۳۶۵) استاد دانشگاه، مترجم و نویسندهٔ ایرانی آثار فلسفی بود. او از پیشگامانِ معرفیِ فلسفه تحلیلی به ایرانیان بود.

## زندگی
منوچهر بزرگمهر، مدرس، مؤلف و مترجم در آذر ۱۲۸۹ در تهران متولد شد. او فرزند میرزا یوسف‌خان ملقب به علیم‌السلطنه از پزشکانی بود که دوره طب را در فرانسه گذرانده بود. بزرگمهر تحصیلات ابتدایی و متوسطه خود را در مدرسه آمریکایی تهران به پایان رساند و بعد از آنکه دو سال در مدرسه حقوق به تحصیل پرداخت، سال ۱۳۱۱ برای ادامه تحصیل به انگلستان رفت و پس از اخذ درجه لیسانس حقوق از دانشگاه بیرمنگام به ایران بازگشت. ابتدا در وزارت معارف مشغول به کار شد. پس از خدمت نظام وظیفه، در وزارت امور خارجه مشغول به کار شد. در سال ۱۳۱۸ به استخدام شرکت بیمه درآمد. در سال ۱۳۱۹ به مشهد منتقل شد، مدتی در راه‌آهن مشغول به کار شد و سرانجام در شرکت نفت مشغول به کار شد. وی بین سال‌های ۱۳۴۵ تا ۱۳۵۵ مشاور حقوقی کنسرسیوم بود. بزرگمهر همچنین از سال ۱۳۴۱ تا ۱۳۴۵ در دانشگاه تدریس کرد.
وی اگرچه شغل دیوانی و اداری خود را در صنعت نفت اختیار کرده و به مناصب بالای اداری همچون مشاور حقوقی شرکت نفت و ریاست اداره حقوقی شرکت نفت انگلیس و ایران دست یازیده بود، اما به عنوان مترجم آثار فلسفی در زمره اولین کسانی بود که تازه‌های اندیشه فلسفی غرب را به ایرانیان شناساند. اهمیت کار بزرگمهر آنجا نمایان می‌شود که پژوهشگران فلسفی طی چند دهه هنگامی که می‌خواستند دربارهٔ فلسفه تحلیلی اطلاعاتی کسب کنند، معمولاً به سراغ آثار ترجمه‌شده او می‌رفتند.

## کتاب‌ها
- زبان، حقیقت و منطق، آلفرد جولز آیر، منوچهر بزرگمهر (مترجم)، تهران: دانشگاه صنعتی آریامهر، ۱۳۵۶
- کانت، فردریک چارلز کاپلستون، تهران، دانشگاه شریف، ۱۳۶۰
- تاریخ فلسفه: از ولف تا کانت، فردریک چارلز کاپلستون، اسماعیل سعادت (مترجم)، منوچهر بزرگمهر (مترجم)، تهران: سروش، علمی و فرهنگی (بخش کانت)
- فلاسفه تجربی انگلستان، منوچهر بزرگمهر، تهران: انجمن شاهنشاهی فلسفه ایران، ۱۳۵۷
- فلسفه نظری، ترجمه منوچهر بزرگمهر، تهران: بنگاه ترجمه و نشر کتاب، ۱۳۴۳
- مسائل فلسفه، برتراند راسل، منوچهر بزرگمهر (مترجم)، تهران:انتشارات خوارزمی -چاپ اول دی ماه ۱۳۴۷
- تحلیل ذهن، برتراند راسل، ترجمه منوچهر بزرگمهر، تهران: خوارزمی، ۱۳۴۸
- علم ما به عالم خارج، برتراند راسل، ترجمه منوچهر بزرگمهر، تهران: بنگاه ترجمه و نشر کتاب، ۱۳۴۸
- مسائل و نظریات فلسفه، کازیمیرتز آژدوکیویچ، ترجمهٔ منوچهر بزرگمهر. تهران: دانشگاه صنعتی آریامهر، ۱۳۵۰
- پوپ‍ر، ب‍رای‍ان م‍گ‍ی، ت‍رج‍م‍ه م‍ن‍وچ‍ه‍ر ب‍زرگ‍م‍ه‍ر، ته‍ران: خ‍وارزم‍ی ‏‫‏، ۱۳۵۹
- فلسفه چیست؟، تهران: خوارزمی، ۱۳۵۶
- فلسفه تحلیل منطقی، تهران: خوارزمی، ۱۳۵۷
- ژان پل سارتر، موریس کرنستن، تهران: خ‍وارزم‍ی، ۱۳۵۰
- کارناپ، آرن نائس، تهران: خ‍وارزم‍ی، ۱۳۵۲
- ویتگنشتاین، یوستوس هارت ناک، تهران: خ‍وارزم‍ی، ۱۳۵۱
- منطق سمبلیک، سوزان لنگر، تهران: خ‍وارزم‍ی، ۱۳۴۸
- سه گفت و شنود، جرج بارکلی، تهران: دانشگاه تهران، ۱۳۵۵
- رساله در اصول علم انسانی، جرج بارکلی، تهران: دانشگاه تهران، ۱۳۴۵